# Nina Berberova
Nina Nikolaïevna Berberova (en russe : Ни́на Никола́евна Бербе́рова), née à Saint-Pétersbourg le 26 juillet 1901 (8 août dans le calendrier grégorien) et morte à Philadelphie le 26 septembre 1993, est une femme de lettres et poétesse russe-américaine connue pour ses récits de Russes en exil.

## Biographie

### Enfance et adolescence en Russie
Née en août 1901 d'un père arménien et d'une mère russe, Nina Berberova grandit à Saint-Pétersbourg. Dès son enfance, elle écrit des poèmes.
Sa dernière année au lycée est marquée par des événements majeurs : la Révolution russe, la paix de Brest-Litovsk avec l'Allemagne.

### De l'âge de 21 ans à 47 ans, en France

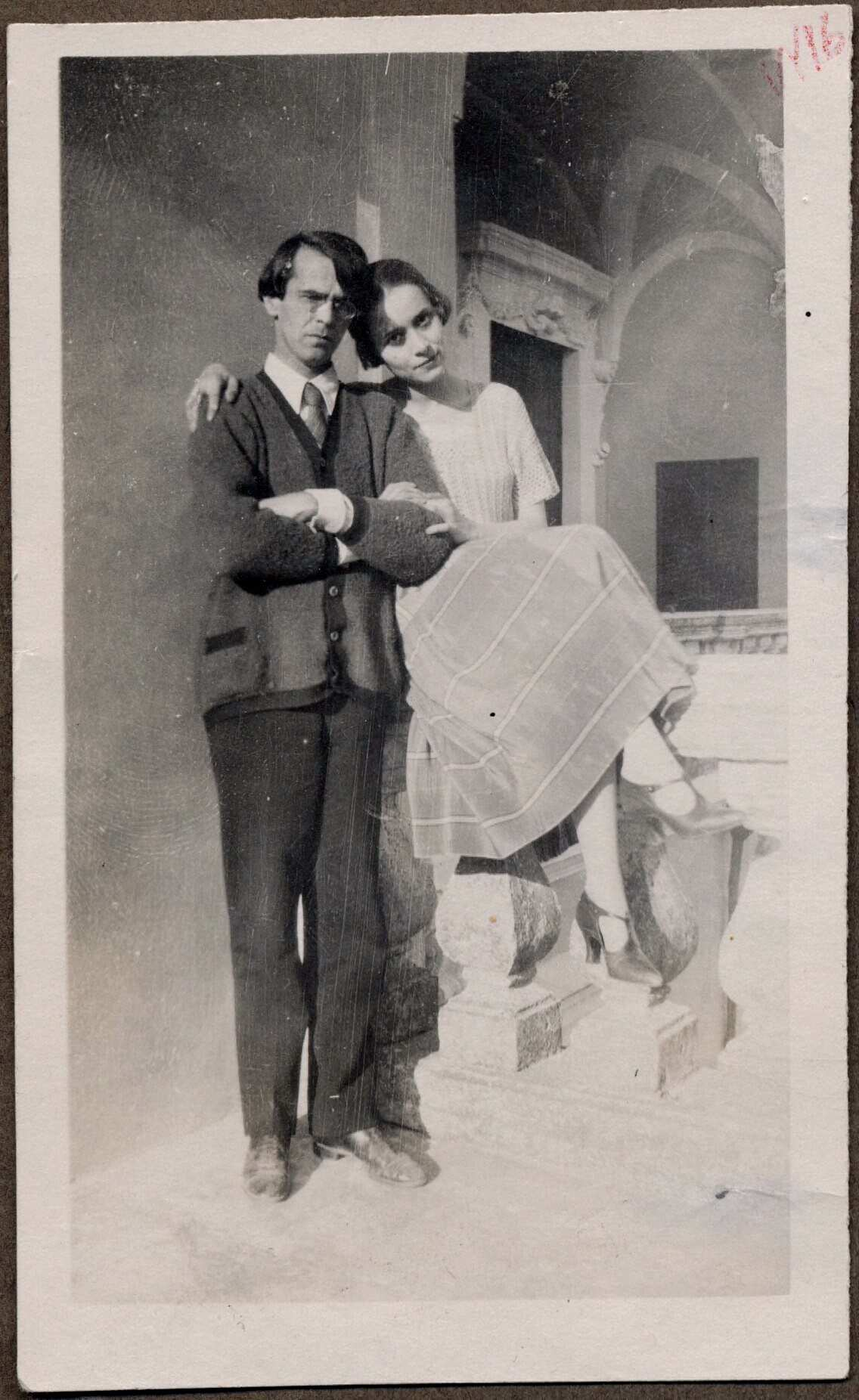
Vladislav Khodasevich et Nina Berberova à Sorrente en 1925

Elle quitte la Russie en 1922 avec le poète Vladislav Khodassevitch,. Le couple vit dans plusieurs villes européennes dont Berlin, avant de s'installer à Paris en 1925. De 1925 à 1938, elle habite à quatre adresses successives. 
Elle  côtoie de nombreux artistes russes, notamment Anna Akhmatova, Vladimir Nabokov, Boris Pasternak, Marina Tsvetaïeva et Vladimir Maïakovski, mais elle se sent à l'écart des groupes dadaïstes, surréalistes et d'avant-gardes, qui dominent la scène littéraire parisienne, indifférents selon elle aux écrivains russes émigrés. 
Elle se sépare de Vladislav Khodassevitch en 1932.   
En 1936, elle épouse le peintre Nikolaï Vassilievitch Makeiev (1889-1975) qui fut membre de l’assemblée constituante (1917-1918). De 1938 à 1948, elle et son mari (ils divorcent en 1947) habitent une maison dans le hameau de Longchêne, commune de Bullion, en Seine-et-Oise.  

### De l'âge de 49 ans à sa mort à 92 ans, aux États-Unis
En 1950, elle émigre aux États-Unis. En 1954, elle épouse George Kochevitsky, un pianiste et enseignant russe. Elle commence sa carrière académique à l'université Yale en 1958, où elle enseigne la littérature russe. En 1959, elle acquiert la nationalité américaine.
En parallèle de son enseignement, elle continue d'écrire, principalement des nouvelles, des critiques littéraires et de la poésie.
En 1963, elle quitte Yale pour l'université de Princeton, où elle enseigne la littérature russe jusqu'à sa retraite en 1971.
En 1991, elle part s'installer à Philadelphie, où elle s’éteint deux ans plus tard, à 92 ans.

## Succès
En France, elle a connu un grand succès à la fin de sa vie, et une bonne partie de ses œuvres seront publiées à titre posthume. Parmi les plus célèbres, on peut citer son autobiographie, C'est moi qui souligne (parue en français en 1989), et L'Accompagnatrice (parue en français en 1985), qui donnera lieu au film du même nom de Claude Miller.
Elle a également écrit la première biographie du compositeur Piotr Ilitch Tchaïkovski en 1936, suscitant une controverse par son ouverture concernant l'homosexualité du compositeur.

## Hommages
Une section des pelouses des jardins de l'Avenue-Foch (16e arrondissement de Paris) lui rend hommage (entre les nos 61 et 71 de l'avenue Foch),.
Une place lui est dédiée dans la ville d'Arles, près des quais du Rhône.
Une rue lui est dédiée dans la ville de Boulogne-Billancourt.

## Œuvres
Seules sont mentionnées ici les premières éditions des traductions françaises de ses œuvres.

### Romans
- L'Accompagnatrice, Actes Sud, 1985[5].
- Le Laquais et la putain, Actes Sud, 1986.
- Astachev à Paris, Actes Sud, 1988.
- Le Roseau révolté, Actes Sud, 1988.
- La Résurrection de Mozart, Actes Sud, 1989.
- Le Mal noir, Actes Sud, 1989.
- De cape et de larmes, Actes Sud, 1990.
- À la mémoire de Schliemann, Actes Sud, 1991.
- Roquenval, Actes Sud, 1991.
- La Souveraine, Actes Sud, 1994.
- Le Livre du bonheur, Actes Sud, 1996.
- Les Derniers et les premiers, Actes Sud, 2001.
- Le Cap des tempêtes, Actes Sud, 2002.

### Récits
- Chroniques de Billancourt, Actes Sud, 1992.
- Où il n'est pas question d'amour, Actes Sud, 1993.
- Les Dames de Saint-Pétersbourg, Actes Sud, 1995.
- Zoïa Andréevna, Actes Sud, 1995.
- Nabokov et sa Lolita, Actes Sud, 1996.
- La Grande Ville, Actes Sud, 2003.

### Biographies
- Tchaïkovski, Actes Sud, 1987.
- Histoire de la baronne Boudberg, Actes Sud, 1988.
- C'est moi qui souligne, Actes Sud, 1989.
- Borodine, Actes Sud, 1989.
- Alexandre Blok et son temps, Actes Sud, 1991.

### Histoire
- L'Affaire Kravtchenko, Actes Sud, 1990.
- Les Francs-maçons russes du XXe siècle, Actes Sud & Noir sur Blanc, 1990.

### Poésie
- Anthologie personnelle, Actes Sud, 1998.

### Documentaire à écouter
- « Nina Berberova, "je suis un fleuve" (1901-1993) », sur dans l'émission « Une vie, une œuvre » sur France Culture, 2 février 2019 (consulté le 16 avril 20)